# Never Really Over
Never Really Over è un singolo della cantante statunitense Katy Perry, pubblicato il 31 maggio 2019 come primo estratto dal sesto album in studio Smile.

## Pubblicazione
La Universal Music Group ha lasciato per la prima volta indizi della canzone il 27 maggio quando aveva invitato alcuni fan della cantante ad un evento a lei dedicato, che si è tenuto due gironi dopo. Il 28 maggio Katy Perry ha annunciato la canzone sui suoi social media insieme alla sua copertina, dove sfoggia lunghi capelli biondi ed un vestito arancione. Appena annunciata, era già disponibile pre-salvarla su Spotify. Un giorno prima della sua pubblicazione, su Good Morning America è stata mostrata un'anteprima della canzone e del suo video musicale.
Il 26 luglio 2019 sono stati pubblicati in digitale i tre remix ufficiale di Never Really Over: uno realizzato dal DJ olandese R3hab, uno creato dal DJ estone Syn Cole, e uno a cura del trio statunitense di produttori Wow & Flutter. Il successivo 29 novembre, in occasione del Record Store Day, è stato pubblicato un disco in vinile con Never Really Over sul lato A e Small Talk sul lato B in tiratura limitata a 4 000 copie. Il brano è stato infine scelto come traccia di apertura del sesto album d'inediti di Katy Perry, Smile, uscito il 28 agosto 2020.

## Descrizione
Never Really Over è un brano elettropop con un ritmo house. È composto in chiave di La♭ maggiore e ha un tempo di 100 battiti per minuto. Il brano è stato scritto dalla stessa interprete con Anton Zaslavski, Michelle Buzz, Jason Gill, Dagny Sandvik, Farrago, Hayley Warner, Leah Haywood e Daniel James, e prodotto da Zedd e dai Dreamlab, il team di produzione di Leah Haywood e Daniel James. Contiene un sample di Love You Like That, singolo della cantante norvegese Dagny del 2017.

## Accoglienza
Never Really Over ha ottenuto recensioni positive dai critici musicali. Scrivendo per Pitchfork, Jillian Mapes ne ha apprezzato "il ticchettio di lancette d'orologio, gli accordi alla Baba O'Riley, le percussioni e il ritornello nello stile di Carly Rae Jepsen", concludendo che è "un promettente passo in avanti" nella carriera musicale di Katy Perry. Ha inoltre paragonato il brano a Walking on Air, singolo promozionale della Perry del 2013. Hazel Cills di Jezebel ha lodato la produzione del pezzo, comparandola a quella delle Haim e di Carly Rae Jepsen. Anche Jael Goldfine del periodico Paper ha notato l'influenza positiva delle Haim e della Jepsen nella produzione della traccia, che ha descritto come "un euforico inno post-rottura" con un "ritornello esplosivo e orecchiabile". Mike Wass di Idolator ha affermato che Never Really Over "si contende il titolo di canzone dell'estate", apprezzandone la sample e la "naturale progressione da Witness", l'album precedente della Perry. Patrick Ryan di USA Today l'ha definita "la migliore canzone della Perry da molti anni", descrivendola come "un inno post-rottura con la pulsante produzione di Zedd".
Toby Knapp di iHeartRadio ha concluso che Never Really Over è la scelta giusta per il ritorno musicale della Perry, affermando che "la canzone è disperatamente necessaria in un momento come questo in cui le radio non hanno più canzoni puramente pop da trasmettere", facendo riferimento all'esponenziale crescita in popolarità della musica urban nella seconda metà degli anni 2010. Hugh McIntyre di Forbes ha affermato che il brano "si distingue nell'attuale scena musicale", confidando che "potrebbe aiutare Katy Perry a riottenere il suo successo passato". Scrivendo per Vulture, Craig Jenkins ha affermato che Never Really Over è un "ritorno al tipo di musica che Katy Perry sa fare meglio"; ha in particolare apprezzato la voce della cantante, che qui ha notato "più sicura di sé". Robin Murray di Clash ha definito la canzone "un ritorno forte e vivace". The Fader l'ha definita la diciassettesima migliore canzone pop del 2019.

## Video musicale
Un'anteprima del videoclip del brano è stata pubblicata il 29 maggio 2019. Il video, diretto da Philippa Price, è uscito in concomitanza con la pubblicazione del singolo sulle piattaforme digitali e in 24 ore dalla pubblicazione ha ottenuto più di 16 milioni di visualizzazioni su YouTube. Girato a Malibù, il video è ambientato in un centro spirituale per persone che hanno subito una delusione d'amore, dove la cantante si "cura" attraverso coppettazione, agopuntura e altri metodi di medicina alternativa, con chiari riferimenti alla cultura hippy e al simbolismo New Age. Suzy Byrne di Yahoo! ha apprezzato il concetto e la coreografia del video, mentre Sal Cinquemani di Slant Magazine ne ha elogiato la cinematografia, definendolo "una spensierata e fantasiosa metafora dell'intossicazione da amore e le misure che alcuni di noi adottano per uscirne".
Il 26 agosto 2020 è stato pubblicato un secondo video di Never Really Over sul canale YouTube della cantante, il primo di una serie realizzata per promuovere le tracce dell'album Smile. Il video animato racconta l'esperienza in prima persona di un personaggio che vive la sua vita quotidiana durante la pandemia di COVID-19 del 2019-2021. Katy Perry ha affermato di essersi ispirata alla sua routine nel lavare i piatti a casa durante la quarantena.

## Esibizioni dal vivo
Katy Perry ha cantato Never Really Over dal vivo per la prima volta in un video pubblicato su Instagram il 15 luglio 2019. La prima esibizione pubblica della canzone ha avuto luogo il successivo 20 agosto al Post-Prime Day Concert di Amazon a Seattle. Il 16 novembre 2019 la cantante ha proposto Never Really Over dal vivo all'OnePlus Music Festival a Mumbai; il mese successivo il brano ha fatto parte della scaletta di tre suoi concerti realizzati come parte dell'annuale Jingle Ball Tour. Il 13 e il 15 dicembre ha riproposto la canzone durante due suoi concerti nel Medio Oriente, rispettivamente a Dubai e a Doha. L'11 marzo 2020 Never Really Over è stata eseguita dalla cantante come parte della scaletta del concerto Fight On a Bright, in Australia. Il successivo 22 maggio, quasi un anno dopo la pubblicazione del pezzo, Katy Perry ha concesso la sua prima esibizione televisiva a Good Morning America.

## Tracce
Download digitale e streaming
1. Never Really Over – 3:43

R3hab Remix
1. Never Really Over (R3hab Remix) – 3:07

Syn Cole Remix
1. Never Really Over (Syn Cole Remix) – 3:08

Wow & Flutter Remix
1. Never Really Over (Wow & Flutter Remix) – 6:11

12"
1. Never Really Over – 3:44
2. Small Talk – 2:41

## Formazione
Musicisti
- Katy Perry – voce
- Leah Haywood – cori, programmazione
- Hayley Warner – cori
- Gino Barletta – cori
- Zedd – programmazione
- Daniel James – programmazione

Produzione
- Zedd – produzione, missaggio, editing vocale
- Dreamlab – produzione
- Ryan Shanahan – registrazione, missaggio aggiuntivo, editing vocale
- Brian Cruz – assistenza alla registrazione
- Dave Kutch – mastering

## Successo commerciale
Negli Stati Uniti Never Really Over ha debuttato alla 15ª posizione della Billboard Hot 100, il quinto debutto più alto di Katy Perry nella classifica, nonché la sua trentaduesima entrata. Nella sua prima settimana il singolo ha venduto 31 000 copie digitali, entrando al 3º posto della Digital Songs; ha inoltre accumulato 15,8 milioni di riproduzioni in streaming, che le ha consentito di debuttare al 20º posto nella Streaming Songs, ed è stata la 42ª canzone più ascoltata nelle radio statunitensi, con un'audience di 27 milioni di ascoltatori. Ha trascorso un totale di 13 settimane nella Hot 100, e il singolo è stato certificato disco di platino dalla Recording Industry Association of America con oltre 1.000.000 di unità vendute.
Never Really Over ha debuttato alla 13ª posizione della Official Singles Chart con 26.881 unità vendute, diventando la 19ª canzone di Katy Perry a raggiungere la top 20 della classifica britannica. In Australia il singolo ha debuttato alla 7ª posizione nella classifica dei singoli basata su vendite digitali e riproduzioni in streaming; ha inoltre fatto il suo ingresso al 19º posto della classifica radiofonica con 439 riproduzioni nelle radio australiane. La settimana successiva ha accumulato altre 704 riproduzioni, saltando al 4º posto della classifica radiofonica. Nelle radio italiane Never Really Over è stata la 33ª canzone più riprodotta del 2019.

## Classifiche

### Classifiche settimanali
| Classifica (2019) | Posizione massima |
| ----------------- | ----------------- |
| Argentina         | 76                |
| Australia         | 7                 |
| Austria           | 29                |
| Belgio (Fiandre)  | 22                |
| Belgio (Vallonia) | 16                |
| Canada            | 7                 |
| Croazia           | 5                 |
| Danimarca         | 36                |
| Estonia           | 15                |
| Francia           | 102               |
| Germania          | 47                |
| Grecia            | 8                 |
| Irlanda           | 11                |
| Italia            | 32                |
| Lettonia          | 11                |
| Libano            | 7                 |
| Lituania          | 11                |
| Malaysia          | 18                |
| Norvegia          | 24                |
| Nuova Zelanda     | 14                |
| Paesi Bassi       | 32                |
| Polonia           | 19                |
| Portogallo        | 47                |
| Regno Unito       | 12                |
| Repubblica Ceca   | 22                |
| Romania           | 93                |
| Slovacchia        | 13                |
| Slovenia          | 22                |
| Spagna            | 67                |
| Stati Uniti       | 15                |
| Svezia            | 44                |
| Svizzera          | 21                |
| Ucraina           | 41                |
| Ungheria          | 16                |

### Classifiche di fine anno
| Classifica (2019) | Posizione |
| ----------------- | --------- |
| Australia         | 78        |
| Belgio (Fiandre)  | 66        |
| Belgio (Vallonia) | 99        |
| Canada            | 64        |
| Lettonia          | 96        |
| Ungheria          | 94        |

## Date di pubblicazione
| Area/Paese          | Data di pubblicazione | Formato/i                    | Versione            | Etichetta             | Note          |
| ------------------- | --------------------- | ---------------------------- | ------------------- | --------------------- | ------------- |
| Mondo               | 31 maggio 2019        | Download digitale, streaming | Originale           | Capitol Records       | [ 50 ] [ 51 ] |
| Italia              | 31 maggio 2019        | Contemporary hit radio       | Originale           | Universal Music Group | [ 100 ]       |
| Regno Unito         | 31 maggio 2019        | Contemporary hit radio       | Originale           | Universal Music Group | [ 101 ]       |
| Stati Uniti         | 3 giugno 2019         | Adult contemporary radio     | Originale           | Capitol Records       | [ 102 ]       |
| Stati Uniti         | 4 giugno 2019         | Contemporary hit radio       | Originale           | Capitol Records       | [ 103 ]       |
| Regno Unito         | 8 giugno 2019         | Adult contemporary radio     | Originale           | Universal Music Group | [ 104 ]       |
| Mondo               | 26 luglio 2019        | Download digitale, streaming | R3hab Remix         | Capitol Records       | [ 52 ]        |
| Mondo               | 26 luglio 2019        | Download digitale, streaming | Syn Cole Remix      | Capitol Records       | [ 53 ]        |
| Mondo               | 26 luglio 2019        | Download digitale, streaming | Wow & Flutter Remix | Capitol Records       | [ 54 ]        |
| Stati Uniti, Europa | 29 novembre 2019      | 12"                          | Originale           | Capitol Records       | [ 23 ]        |